# Sibnica (Rekovac)
Pour les articles homonymes, voir Sibnica.
Sibnica (en serbe cyrillique : Сибница) est un village de Serbie situé dans la municipalité de Rekovac, district de Pomoravlje. Au recensement de 2011, il comptait 212 habitants.
Sibnica est également connue sous le nom de Gornja Sibnica.

## Démographie
| 1948 | 1953 | 1961 | 1971 | 1981 | 1991 | 2002 | 2011 |
| ---- | ---- | ---- | ---- | ---- | ---- | ---- | ---- |
| 735  | 702  | 601  | 493  | 404  | 320  | 234  | 212  |

|  |